# Janet Jackson’s Rhythm Nation 1814
Janet Jackson's Rhythm Nation 1814 – czwarty album studyjny amerykańskiej piosenkarki Janet Jackson. Został wydany 19 września 1989 przez A&M Records. Pomimo nacisków ze strony wytwórni, aby płyta brzmiała podobnie jak poprzedni album Control, Janet zdecydowała się na stworzenie albumu koncepcyjnego dotyczącego nierówności społecznych i polityki. Współpracując z duetem producenckim Jimmy Jam & Terry Lewis, brała udział w tworzeniu sześciu piosenek pochodzących z albumu. Pozostałe utwory zostały napisane przez Jama i Lewisa, z wyjątkiem piosenki "Black Cat", który jest autorską kompozycją Jackson. Podczas pisania tekstów artystka oraz jej producenci czerpali inspiracje z wiadomości, zwłaszcza dotyczących rasizmu, biedy oraz uzależnień. Pomimo tego, iż krytycy uznali tematykę za zbyt ogólną, żeby dokładnie opisywała dane zjawiska, Janet została ogłoszona wzorem dla młodzieży dzięki świadomym tekstom.
Album powstawał w czasie największej popularności gatunku new jack swing, połączył R&B z brzmieniami industrialnymi oraz używaniem sampli. Tytułowa piosenka, "Rhythm Nation" uosabia wszystkie te cechy, wpływając na kształt trendów w muzyce R&B w następnej dekadzie. Pozostałe piosenki z albumu, od mechanicznych rytmów tanecznych do łagodnych ballad dały możliwość dużej reprezentacji albumu na radiowych playlistach. Z powodu innowacyjnej produkcji muzycznej oraz tematu tekstów, krytycy uważają "Rhythm Nation 1814" za najważniejszą płytę w dyskografii Jackson. Był to drugi w jej karierze album, który dotarł na szczyt amerykańskiego zestawienia Billboard 200. W Australii również zajął pierwsze miejsce na liście sprzedaży albumów, zaś w Japonii, Nowej Zelandii i Wielkiej Brytanii zmieścił się w pierwszej dziesiątce. Album zdobył sześciokrotną platynę i sprzedał się w czternastu milionach egzemplarzy na całym świecie. Pojawił się w takich zestawieniach jak Lista 500 albumów wszech czasów magazynu Rolling Stone oraz w książce 1001 Albumów, Które Musisz Usłyszeć Przed Śmiercią.
Siedem singli z albumu dotarło do pierwszej piątki listy Billboard Hot 100, czyniąc z niej jedyną osobę, która tego dokonała, jeżeli liczyć piosenki wyłącznie z wersji podstawowej albumu. Janet została nominowana za ten album w 9 kategoriach Grammy, wygrywając nagrodę za najlepszy teledysk (Rhythm Nation). Wszystkie teledyski promujące płytę były bardzo często emitowane przez MTV, charakteryzowały się zazwyczaj oryginalnymi choreografiami i motywami militarnymi, zwłaszcza w teledysku do "Rhythm Nation". Rhythm Nation World Tour okazała się być swego czasu najbardziej udaną debiutancką trasą koncertową. Udowodniła ona, że nie jest jedynie wykonawczynią studyjną, ale także zaczęła być znana ze swoich starannie przygotowanych występów. Dzięki trasie wiele młodych kobiet zaczęło naśladować styl wokalistki.

## Koncepcja
Wraz z sukcesem komercyjnym oraz artystycznym płyty Control, Jackson była zdeterminowana do tego, aby wziąć większy udział w procesie twórczym następnej płyty. Jej wytwórnia, A&M Records zachęcała artystkę do tego, żeby nie zmieniała stylu i zasugerowała jej nagranie pod tytułem Scandal, którego tematem miałaby być rodzina Jacksonów. Choć Janet napisała piosenkę "You Need Me", która była skierowana do jej ojca, jednakże odrzuciła zamierzenia wytwórni i wolała zrealizować własne plany na następny album. Sama piosenka została wydana jako B-side singla Miss You Much. James "Jimmy Jam" Harris, producent płyty przyznał, że podczas pracy często włączał telewizję, przeważnie CNN i to było przyczyną pojawienia się wątku społecznego w takich piosenkach z albumu jak "Rhythm Nation", "State Of The World" i "The Knowledge". Skomentował też, że piosenka "Livin' In The World (They Didn't Make)" została zainspirowana strzelaniną w szkole w Stockton na początku 1989 roku. Jackson była również zainteresowana doniesieniami o młodzieżowych społecznościach z Nowego Jorku. Podczas jednego z wywiadów Janet stwierdziła, że "byłoby wspaniale, gdybyśmy mogli stworzyć własną nację, którą cechowałby pozytywny przekaz i do której każdy mógłby dołączyć." Tytuł albumu jest zainspirowany deklaracją "Jesteśmy nacją bez podziałów geograficznych, złączeni naszymi ideami. Jesteśmy indywidualistami dzielącymi wspólną wizję, dążącymi do świata bez podziałów rasowych" oraz jej credo "Muzyka. Poezja. Taniec. Jedność." Użycie w tytule płyty liczby 1814 miało podwójne znaczenie. Po pierwsze, R (Rhythm) jest osiemnastą literą w alfabecie języka angielskiego, a N (Nation) - czternastą. Oprócz tego, dodatkowym argumentem był fakt, iż hymn Stanów Zjednoczonych Ameryki powstał dokładnie w 1814 roku.
Pod koniec lat osiemdziesiątych protest songi były bardzo powszechne w repertuarze raperów i jednocześnie były rzadko spotykane w innych gatunkach muzycznych. Alex Henderson z AllMusic zauważył, że Jackson wplotła elementy typowego rapu w muzykę pop poprzez poruszanie spraw społecznych w swoich piosenkach. Piosenkarka inspirowała się także innymi świadomymi społecznie artystami, między innymi Tracy Chapman i U2. Uznała swoją matkę, Katherine za jej inspirację. Album został dedykowany właśnie jej.
Janet podczas promocji albumu podkreśliła, że wie, iż nie zmieni swoją płytą świata, jednakże chce poprzez swoją muzykę zwrócić uwagę swoich odbiorców na teksty piosenek i skłonić ich do zastanowienia oraz inspiracji.

## Produkcja
Album został wyprodukowany przez duet producencki Jimmy Jam i Terry Lewis, który pracował z Janet już przy poprzedniej płycie, "Control". Artystka została współproducentką płyty. Przedstawiciel A&M, John McClain został producentem generalnym płyty. Teksty wszystkich piosenek zostały zawarte w albumie. Wszystkie piosenki nagrano w studiu producenckim Flyme Tyme Records w Minneapolis. Jam i Lewis pisali bądź byli współautorami piosenek dla Jackson, zajęli się również aranżacjami, programowaniem oraz grą na instrumentach. Produkcja zajęła siedem miesięcy. Muzycznie płyta składała się z elementów R&B, rapu, muzyki funk, z częstym użyciem syntezatorów. Według Kena Hughesa z Keyboard Magazine, album zawdzięcza swoje surowe brzmienie wykorzystaniu syntezatora Ensoniq Mirage. Jon Pareles z The New York Times docenił album za "różnorodność, oraz dopasowanie piosenek do szerokiego formatu radiowego."
Sample, łączenie śpiewu z rapowaniem oraz blue notes zostały wykorzystane w tytułowej piosence z albumu, "Rhythm Nation". Linia melodyczna pochodzi z utworu "Thank You (Fallentime Be Mice Elf Again)", wykonywanego przez Sly and the Family Stone. Krytyka podkreśliła w późniejszych recenzjach, iż udało się w tej piosence zawrzeć szerokie spektrum ówczesnej muzyki rhythm and blues, co wpłynęło na rozwój tego gatunku muzyki w latach 90. Utwór Escapade został zainspirowany singlem zespołu Martha and the Vandellas pod tytułem "Nowhere to Run" z 1965 roku. Janet planowała nagranie swojej wersji tego utworu, jednakże ostatecznie zdecydowała się napisać nową piosenkę o podobnym brzmieniu. Piosenka "Black Cat" zaprezentowała nowe muzyczne oblicze wokalistki, po raz pierwszy w jej twórczości pojawiły się gatunki jak rock oraz hair metal. Jackson chciała napisać piosenkę o mężczyźnie cierpiącym z powodu uzależnienia od narkotyków i poprosiła Jimmy'ego Jama o wsparcie w jej tworzeniu, jednakże on zaproponował jej współpracę z producentem Jellybeanem Johnsonem, który ostatecznie został współproducentem "Black Cat". Aby nadać piosence heavymetalowe brzmienie, została nagrana dzięki wzmacniaczom Rockman i Marshall Amplification.

## Wydanie i promocja
Kiedy A&M wydało pierwszy singiel pt. "Miss You Much", wytwórnia wydała oświadczenie, iż nadchodzący album będzie zawierał treści społeczne. W celu jego promocji nakręcono 30-minutowy teledysk o tytule "Rhythm Nation 1814", który został wyemitowany na antenie MTV przed wydaniem albumu. Film kosztował 1,6 miliona dolarów. Janet współpracowała z reżyserem Dominikiem Seną, producentem filmowym Reném Elizondem, Jr. oraz projektantem Vance'em Lorenzinim. Scenariusz został napisany przez Jackson i Senę, opowiada on o historii dwóch chłopców chcących zrobić karierę muzyczną, jednakże nie jest to możliwe ze względu na to, iż jeden z nich staje się ofiarą uzależnień od narkotyków. Ujęcia nakręcono w Los Angeles. Jefferson Graham z USA Today skomentował: "Siostra Michaela Jacksona ma podobne podejście do teledysków co jej brat ... Jak Michael, tańczy z dużą pasją w czarno-białych teledyskach do trzech piosenek - Miss You Much, Rhythm Nation i The Knowledge - zakłada mundur i gra rolę mistycznej postaci dla dzieci". Jon Pareles zauważył, że "film zestawia choreografię ze scenografią ponurego miasta oraz fabuły dotyczącej narkotyków oraz marzeń; wydaje się być ciągiem dalszym do teledysku Michaela Jacksona Bad." Wydany 19 września 1989 roku, album zadebiutował na 28 miejscu Billboard 200 i stopniowo zbliżał się do pierwszego miejsca na tej liście. Pozostał na szczycie zestawienia przez cztery tygodnie i sprzedał się w trzech milionach egzemplarzy w ciągu czterech miesięcy od jego ukazania się. W listopadzie 1989 roku album zdobył złoto, zaś do końca roku zdążył się pokryć dwukrotną platyną. Film Rhythm Nation 1814 został wydany jesienią tego samego roku w formacie VHS. Sprzedał się w ilości czterech milionów kopii. Pierwszy singiel, "Miss You Much" zajął pierwsze miejsce na Billboard Hot 100 i utrzymywał tę pozycję przez cztery tygodnie. Został certyfikowany platyną przez RIAA w listopadzie 1989 roku. Według czasopisma TIME był to druga najlepiej sprzedająca się piosenka tego roku, za Another Day in Paradise Phila Collinsa. Drugi singiel i tytułowa piosenka z płyty, "Rhythm Nation", zdobyła drugie miejsce na amerykańskiej liście przebojów. Stephen Holden z The New York Times określił ją jako "wojskowo-utopijno-tanecznym nawoływaniem o pokój między rasami oraz o wspólną pracę na rzecz lepszego, silniejszego świata". Została certyfikowana złotem w styczniu 1990 roku. "Escapade" został drugim z kolei singlem promującym płytę, który trafił na miejsce pierwsze Billboardu. Został certyfikowany złotem w maju 1990 roku. "Alright" zajęła czwarte miejsce na Hot 100 i tak jak poprzednie piosenki pokryła się złotem. Teledysk był hołdem dla teatru Broadway, gościnnie pojawił się w nim Cab Calloway. "Come Back To Me" zajęła drugie miejsce na Hot 100. Single "Black Cat" oraz "Love Will Never Do (Without You)", wydane w drugiej połowie 1990 roku trafiły na szczyt zestawienia Billboardu. We wrześniu tego samego roku Jackson otrzymała dwie nominacje do MTV Video Music Awards, za najlepszy teledysk dance oraz za choreografię, wygrywając w ostatniej kategorii (wraz z choreografem Anthonym Thomasem).

## Recenzje
Album dostał przeważnie pozytywne recenzje, głównie dzięki jego muzycznej zawartości, jednakże niektórzy dziennikarze skrytykowali teksty i tematykę piosenek. Jon Pareles z The New York Times skomentował: "Jej zamiary były szczere, jednakże efekty są niezadowalające." Porównując płytę pod tym kątem do takich produkcji jak The Dark Side of the Moon Pink Floyd oraz Appetite for Destruction Guns N’ Roses podkreśla, że "album jest buntem bez przyczyny". Z drugiej strony docenił muzyczne pomysły duetu producenckiego Jimmy Jam i Terry Lewis. James Jones z USA Today skomentował, że "zdarzają się teksty zbyt naiwne, poza tym głos Jackson nie zawiera tylu emocji aby przekonująco opowiadać historie o bezdomnych bądź narkotykach, jednakże produkcja Jimmy'ego Jama i Terry'ego Lewisa sprawia, że chce ci się wciąż tańczyć.".Vince Aletti z Rolling Stone porównał Jackson do polityków "opuszczając pojęcie "ja" do uniwersalnego "my" zaprasza nas żebyśmy zrobili to samo". Aletti skomplementował tematykę tekstów oraz akompaniament muzyczny, "zrównoważenie desperacji z optymizmem, wściekłości z nadzieją, a wszystko to w modnej formule, jednocześnie nie zapominając, że postęp społeczny jest rezultatem ciężkiej pracy". Dennis Hunt, dziennikarz Los Angeles Times porównał Jackson do Madonny, zauważając, że aspiruje ona do "bycia królową muzyki tanecznej, która odnajduje się zarówno w tanecznych rytmach, jak i w balladach"." Steve Morse z The Boston Globe porównał sukces komercyjny albumu do osiągnięć Aerosmith, Billy'ego Joela oraz Michaela Jacksona, przypisując to faktowi, iż Jackson stworzyła "taneczną płytę cechującą się szczerą i bezwzględną świadomością społeczną, zwłaszcza w sprawach dotyczących bezdomnych, analfabetyzmu, narkotyków oraz problemów młodzieży.""Janet Jackson's Rhythm Nation 1814" uzyskał pięć nominacji do nagród Grammy w 1990 roku, za najlepszy kobiecy występ R&B, za najlepszą piosenkę R&B (Miss You Much), najlepszą aranżację, za najlepszą produkcję oraz za najlepszy teledysk (Rhythm Nation). Krytyk muzyczny Deborah Wilker przyznała, że brak nominacji w kategorii najlepszy album dla "Janet Jackson's Rhythm Nation 1814" jest dużym przeoczeniem. W następnym roku artystka otrzymała również nominacje w kategorii najlepszy kobiecy występ rockowy za "Black Cat" oraz za najlepszy występ i piosenkę R&B (Alright).
Niektórzy dziennikarze na przyczynę powodzenia albumu wskazywali fakt, iż Janet swoją popularność zawdzięcza głównie rodzinie, zaś sama wokalistka jest tylko wytworem show-businessu. Krytyk muzyczny Robert Hilburn napisał: "Znana przez lata jako młodsza siostra Michaela, Jackson zyskała większą tożsamość po wydaniu albumu "Control", który sprzedał się w 9 milionach egzemplarzy. Jednakże z racji, iż jej pierwsze dwa albumy sprzedawały się słabo, krytycy mogli uważać, że sukces jej trzeciej płyty był zasługą wyłącznie jej producentów, którzy także mieli duży wpływ na powstawanie piosenek. Sukces komercyjny jej byłej choreografki Pauli Abdul tylko podtrzymał ten pogląd." W odpowiedzi na zarzuty, Jackson odparła: "Martwi mnie to, że niektórzy ludzie uważają, że ktoś wymyśla mój wizerunek lub mówi mi, jakie piosenki mam śpiewać, co ubierać. Nie jestem robotem. Chciałabym, aby ludzie wiedzieli, że jestem prawdziwa." Wsparła ją Diana Baron, dyrektor wykonawczy działu reklamy A&M Records: "Janet jest jedną z najciężej pracujących oraz najbardziej zdeterminowanych artystek jaką znam. Ma niezwykłą siłę oraz koncentrację. Zawsze stara się włożyć w swoją pracę odpowiednio tyle, żeby uzyskać oczekiwany efekt. Cała dyskusja na temat, czy jest "produktem" nie może być bardziej mylna."." W późniejszych recenzjach album również uzyskiwał wysokie oceny. Alex Henderson z AllMusic skrytykował małe zdolności wokalne Jackson, lecz jednocześnie skomentował, że "jej entuzjazm nadrabia ograniczone możliwości głosowe w politycznych i niepolitycznych piosenkach na albumie".

## Wpływ
Janet Jackson's Rhythm Nation 1814 stała się najlepiej sprzedającą się płytą 1990 roku w Stanach Zjednoczonych oraz przeszła do historii jako pierwsza płyta, z której siedem singli dotarło do pierwszej piątki Billboard Hot 100. Jest to jedyny album, z którego piosenki dochodziły do szczytu zestawienia w trzech kolejnych latach - "Miss You Much" w 1989 roku, "Escapade" i "Black Cat" w 1990 roku oraz "Love Will Never Do (Without You)" na początku 1991 roku.

## Nagrody
| Organizacja                                     | Państwo                   | Nagroda | Rok  | Źródło |
| ----------------------------------------------- | ------------------------- | --- | ---- | ------ |
| Parents' Choice Foundation                      | Stany Zjednoczone Ameryki | Parents' Choice Award | 1989 | [ 33 ] |
| Billboard Music Awards                          | Stany Zjednoczone Ameryki | Top Hot 100 Singles Artist of the Year, Top Selling Album of the Year, Top Selling R&B Album of the Year, Top Selling R&B Albums Artist of the Year, Top Selling R&B Artist of the Year, Top Dance Club Play Artist of the Year, Top Hot Dance 12" Singles Sales Artist of the Year | 1990 | [ 34 ] |
| Billboard/Tanqueray Sterling Music Video Awards | Stany Zjednoczone Ameryki | Best Female Video Artist, Black/Rap, Best Female Artist, Dance, Director's Award, Black/Rap (Rhythm Nation 1814), Director's Award, Dance ("Alright"), Tanqueray Sterling Music Video Award for Artistic Achievement (Rhythm Nation 1814)                                           | 1990 | [ 35 ] |
| MTV Video Music Awards                          | Stany Zjednoczone Ameryki | Najlepsza choreografia (Rhythm Nation), MTV Video Vanguard Award | 1990 | [ 26 ] |
| Grammy Awards                                   | Stany Zjednoczone Ameryki | Nagroda Grammy za najlepszy teledysk (Rhythm Nation 1814) | 1990 | [ 36 ] |
| Rolling Stone                                   | Stany Zjednoczone Ameryki | "Women In Rock: The 50 Essential Albums" (Miejsce 27) | 2002 | [ 37 ] |
| Quintessence Editions Ltd.                      | Wielka Brytania           | 1001 Albumów, Które Musisz Usłyszeć Przed Śmiercią (Bez rankingu) | 2003 | [ 38 ] |
| Rolling Stone                                   | Stany Zjednoczone Ameryki | 500 albumów wszech czasów (Miejsce 275) | 2003 | [ 11 ] |
| Rolling Stone                                   | Stany Zjednoczone Ameryki | 500 albumów wszech czasów (Miejsce 277) | 2012 | [ 39 ] |
| Entertainment Weekly                            | Stany Zjednoczone Ameryki | 100 najlepszych albumów w ciągu ostatnich 25 lat (Miejsce 54) | 2008 | [ 40 ] |
| Slant Magazine                                  | Stany Zjednoczone Ameryki | "Best Albums of the '80s" (Miejsce 43) | 2012 | [ 41 ] |

## Lista piosenek
| Lista utworów | Lista utworów                              | Lista utworów                                | Lista utworów |
| Nr            | Tytuł utworu                               | Autorzy                                      | Długość       |
| ------------- | ------------------------------------------ | -------------------------------------------- | ------------- |
| 1.            | „Interlude: Pledge”                        |                                              | 0:47          |
| 2.            | „Rhythm Nation”                            | Janet Jackson, James Harris III, Terry Lewis | 5:31          |
| 3.            | „Interlude: T.V.”                          |                                              | 0:22          |
| 4.            | „State of the World”                       | Jackson, Harris, Lewis                       | 4:48          |
| 5.            | „Interlude: Race”                          |                                              | 0:05          |
| 6.            | „The Knowledge”                            | Harris, Lewis                                | 3:54          |
| 7.            | „Interlude: Let's Dance”                   |                                              | 0:03          |
| 8.            | „Miss You Much”                            | Harris, Lewis                                | 4:12          |
| 9.            | „Interlude: Come Back”                     |                                              | 0:21          |
| 10.           | „Love Will Never Do (Without You)”         | Harris, Lewis                                | 5:50          |
| 11.           | „Livin' in a World (They Didn't Make)”     | Harris, Lewis                                | 4:41          |
| 12.           | „Alright”                                  | Jackson, Harris, Lewis                       | 6:26          |
| 13.           | „Interlude: Hey Baby”                      |                                              | 0:10          |
| 14.           | „Escapade”                                 | Jackson, Harris, Lewis                       | 4:44          |
| 15.           | „Interlude: No Acid”                       |                                              | 0:05          |
| 16.           | „Black Cat”                                | Jackson                                      | 4:50          |
| 17.           | „Lonely”                                   | Harris, Lewis                                | 4:59          |
| 18.           | „Come Back to Me”                          | Jackson, Harris, Lewis                       | 5:33          |
| 19.           | „Someday Is Tonight”                       | Jackson, Harris, Lewis                       | 6:00          |
| 20.           | „Interlude: Livin'...In Complete Darkness” |                                              | 1:07          |
|               |                                            |                                              | 1:04:28       |

| Płyta gramofonowa | Płyta gramofonowa                          | Płyta gramofonowa                            | Płyta gramofonowa |
| Nr                | Tytuł utworu                               | Autorzy                                      | Długość           |
| ----------------- | ------------------------------------------ | -------------------------------------------- | ----------------- |
| 1.                | „Interlude: Pledge”                        |                                              | 0:47              |
| 2.                | „Rhythm Nation”                            | Janet Jackson, James Harris III, Terry Lewis | 4:38              |
| 3.                | „State of the World”                       | Jackson, Harris, Lewis                       | 4:53              |
| 4.                | „The Knowledge”                            | Harris, Lewis                                | 4:01              |
| 5.                | „Miss You Much”                            | Harris, Lewis                                | 3:53              |
| 6.                | „Love Will Never Do (Without You)”         | Harris, Lewis                                | 5:48              |
| 7.                | „Livin' in a World (They Didn't Make)”     | Harris, Lewis                                | 4:36              |
| 8.                | „Alright”                                  | Jackson, Harris, Lewis                       | 5:27              |
| 9.                | „Escapade”                                 | Jackson, Harris, Lewis                       | 4:48              |
| 10.               | „Black Cat”                                | Jackson                                      | 4:50              |
| 11.               | „Lonely”                                   | Harris, Lewis                                | 4:59              |
| 12.               | „Come Back to Me”                          | Jackson, Harris, Lewis                       | 5:33              |
| 13.               | „Someday Is Tonight”                       | Jackson, Harris, Lewis                       | 6:01              |
| 14.               | „Interlude: Livin'...In Complete Darkness” |                                              | 1:07              |
|                   |                                            |                                              | 1:01:21           |

| Strony B Singli | Strony B Singli | Strony B Singli | Strony B Singli |
| Nr              | Tytuł utworu    | Singiel         | Długość         |
| --------------- | --------------- | --------------- | --------------- |
| 1.              | „You Need Me”   | Miss You Much   |                 |
| 2.              | „Skin Game”     | Come Back To Me |                 |

| Piosenki niewydane | Piosenki niewydane | Piosenki niewydane |
| Nr                 | Tytuł utworu       | Długość            |
| ------------------ | ------------------ | ------------------ |
| 1.                 | „Work”             | 4:38               |
|                    |                    | 4:38               |

Uwagi:
- Wszystkie piosenki oprócz "Black Cat" zostały wyprodukowane przez duet Jimmy Jam & Terry Lewis.
- "Black Cat" została wyprodukowana przez Janet Jackson i Jellybeana Johnsona.
- Wszystkie piosenki oprócz "Black Cat" zostały współwyprodukowane przez Janet Jackson.

## Skład
- Herb Alpert – trąbka, róg
- Julie Ayer – skrzypce
- Stephen Barnett – dyrygent
- Steve Barnett – dyrygent
- David Barry – elektryczna i 12-strunowa gitara
- Lee Blaske – aranżer
- Chris Brown – gitara basowa
- Carolyn Daws – skrzypce
- Hanley Daws – skrzypce
- David Eiland – programowanie
- Rene Elizondo – wokal wspierający
- Richard Frankel – okładka albumu, design
- Johnny Gill – instrumenty perkusyjne, efekty specjalne
- James Greer – wokal wspierający
- Guzman (Constance Hansen & Russell Peacock) – fotografia
- Steve Hodge – wokal wspierający, inżynier dźwięku
- Peter Howard – wiolonczela
- Janet Jackson – aranżer, keyboard, śpiew, wokal wspierający, producent
- Jimmy Jam & Terry Lewis – instrumenty perkusyjne, piano, perkusja, keyboard, programowanie, producent
- Jellybean Johnson – gitara, perkusja, śpiew, wokal wspierający, producent
- Jesse Johnson – gitara
- Lisa Keith – wokal wspierający
- Kathy Kienzle – harfa
- Joshua Koestenbaum – wiolonczela
- Jamial Lafleur – wokal wspierający
- Tshaye Marks – wokal wspierający
- John McClain – wokal wspierający, producent
- Tamika McDaniel – śpiew
- Tarnika McDaniel – wokal wspierający
- John McLain – gitara, wokal wspierający
- Shante Owens – wokal wspierający
- Amy Powell – śpiew
- Randy Ran – wokal wspierający
- Nicholas Raths – gitara
- Sonya Robinson – wokal wspierający
- Clarice Rupert – wokal wspierający
- Warlesha Ryan – wokal wspierający
- Tamas Strasser – altówka
- John Tartaglia – altówka
- Reshard Taylor – wokal wspierający
- Romuald Tecco – koncertmistrz
- Anthony Thomas – wokal wspierający
- Hyacinthe Tlucek – koncertmistrz
- Steve Wilson – wokal wspierający

## Listy przebojów

### Cotygodniowe notowania
| Notowania (1989–91)       | Najwyższa pozycja |
| ------------------------- | ----------------- |
| Australian Albums Chart   | 1                 |
| Canadian Albums Chart     | 5                 |
| Dutch Albums Chart        | 28                |
| German Albums Chart       | 39                |
| Japanese Albums Chart     | 8                 |
| New Zealand Albums Chart  | 9                 |
| Swedish Albums Chart      | 24                |
| Swiss Albums Chart        | 23                |
| UK Albums Chart           | 4                 |
| US Billboard 200          | 1                 |
| US Top R&B/Hip-Hop Albums | 1                 |

### Lista końcoworoczna
| Lista końcoworoczna (1991) | Pozycja |
| -------------------------- | ------- |
| Australian Albums Chart    | 13      |

### Single
| Rok  | Tytuł                                              | Pozycje na liście | Pozycje na liście | Pozycje na liście | Pozycje na liście | Pozycje na liście | Pozycje na liście | Pozycje na liście | Pozycje na liście | Pozycje na liście | Pozycje na liście | Pozycje na liście | Pozycje na liście | Certyfikaty                |
| Rok  | Tytuł                                              | U.S.              | U.S. Dance        | U.S. R&B          | AUS               | KAN               | FRA               | GER               | HOL               | NZ                | SWI               | UK                | LP3               | Certyfikaty                |
| ---- | -------------------------------------------------- | ----------------- | ----------------- | ----------------- | ----------------- | ----------------- | ----------------- | ----------------- | ----------------- | ----------------- | ----------------- | ----------------- | ----------------- | -------------------------- |
| 1989 | "Miss You Much"                                    | 1                 | 1                 | 1                 | 12                | 2                 | 66                | 16                | 15                | 2                 | 20                | 22                | 28                | - US: Platyna - CAN: Złoto |
| 1989 | "Rhythm Nation"                                    | 2                 | 1                 | 1                 | 45                | 6                 | —                 | 83                | 11                | 17                | 22                | 23                | 24                | - US: Złoto                |
| 1990 | "Escapade"                                         | 1                 | 1                 | 1                 | 25                | 1                 | 23                | 17                | 13                | 15                | —                 | 17                | 6                 | - US: Złoto                |
| 1990 | "Alright" / "Alright (Remix)" (featuring Heavy D.) | 4                 | 1                 | 2                 | 100               | 6                 | —                 | 43                | 35                | 28                | —                 | 20                | -                 | - US: Złoto                |
| 1990 | "Come Back to Me"                                  | 2                 | —                 | 2                 | 79                | 3                 | —                 | —                 | —                 | —                 | —                 | 20                | 16                |                            |
| 1990 | "Black Cat"                                        | 1                 | 17                | 10                | 6                 | 4                 | —                 | 34                | 21                | 25                | 10                | 15                | 6                 | - USA: Złoto - AUS: Złoto  |
| 1990 | "Love Will Never Do (Without You)"                 | 1                 | 4                 | 3                 | 14                | 1                 | —                 | —                 | 33                | 27                | —                 | 34                | 12                | - USA: Złoto               |
| 1991 | "State of the World"                               | —                 | 9                 | 23                | 94                | —                 | —                 | —                 | —                 | —                 | —                 | —                 | 35                |                            |